# Begoña García Grau
Begoña García Grau  (nacida el 19 de julio de 1995 en Zaragoza, Aragón) es una jugadora de hockey sobre hierba española. Disputó los Juegos Olímpicos de Río de Janeiro 2016 con España, obteniendo un octavo puesto y diploma olímpico.  

## Participaciones en Juegos Olímpicos
- Río de Janeiro 2016, puesto 8.
- Tokio 2020, puesto 7.